# Zakład Karny w Medyce
Zakład Karny w Medyce – jednostka typu półotwartego, z oddziałem otwartym dla skazanych recydywistów.

## Historia
- 1959 – powstanie Ośrodka Pracy Więźniów w Medyce (przyczyną powstania było zapotrzebowanie na siłę roboczą przy rozbudowie „suchego portu” Żurawica – Przemyśl – Medyka oraz pracach takich jak: budowa nasypów kolejowych, nastawni, peronów, mostów, dróg oraz praca w Przedsiębiorstwie Robót Kolejowych nr 9 w Krakowie). Na początku zakład stanowiły dwa drewniane baraki pozostawione po junakach otoczone płotem z drewnianych listew o wysokości 180 cm. Później dobudowano 4 budynki gdzie znajdowały się oddziały dla skazanych, kuchnia i stołówka. Nadzór administracyjny i budowlany nad Ośrodkiem Pracy Więźniów w Medyce sprawowało Centralne Więzienie w Rzeszowie a zaangażowani w prace byli funkcjonariusze Aresztu Śledczego w Przemyślu. Kadrę stanowili oficerowie i podoficerowie rezerwy Wojska Polskiego przyjęci do Służby Więziennej.
- 1966 – przeklasyfikowanie Ośrodka Pracy Więźniów w Medyce na Zakład Karny w Medyce dla skazanych recydywistów.
- 1969-1970 – remonty i modernizacje: powstaje ogrodzenie z betonowych płyt, rozebrane zostają drewniane baraki, a w ich miejsce powstają murowane.
- Obecnie 40 więźniów pracuje na terenie zakładu a 40 nieodpłatnie m.in. w domach dziecka, schroniskach, przy budowie Caritas w Przemyślu i przy remontach szkół.

## Współpraca
- Klub Abstynenta „Promyk” w Medyce – pomoc w utrwalaniu postawy abstynenckiej
- domy dziecka
- schroniska
- Caritas w Przemyślu
- okoliczne szkoły